# Бабий-Очеретовская, Неонила Леонидовна
Неонила Леонидовна Бабий-Очеретовская (укр. Неоніла Леонідівна Бабій-Очеретовська; 11 января 1947, Кременец, Тернопольская область — 20 февраля 2024) — советский украинский музыковед, кандидат философских наук (1976), доктор искусствоведения (1988), профессор (1989), член Национального Союза композиторов Украины (1975).

## Биография
В 1969 окончила Харьковский институт искусств по классу Т. С. Кравцова.
В 1974 окончила аспирантуру философского факультета Московского государственного университета им. М. В. Ломоносова (научный руководитель — В. С. Корниенко).
С 1969 преподавала в Харьковском институте (университете) искусств: 1969—1971 — ассистент кафедры теории и истории музыки; 1971-73 — преподаватель кафедры теории музыки; 1973-76 — старший преподаватель; 1977-79 — доцент, декан; 1979—1990 — проректор по научной роботе; 1989—2004 — зав. кафедрой украинской культуры; 2004—2014 — зав. кафедрой гармонии и полифонии; 2017—2023 — зав. кафедрой теории музыки.
Среди учеников — Ирина Коханик, Григорий Ганзбург.[значимость факта?]

## Наследие
Автор научных работ по культурологии, музыкальной эстетике и критике, украиноведению.
Основные труды:
- Григорий Цицалюк. Киев, 1987;
- Михаил Дмитриевич Тиц. Харьков, 1995 (соавт.);
- Украинский-английский словарь музыкальных терминов. Лондон, 1996 (соавт.);
- Шуман и некоторые проблемы музыкальной эстетики // Роберт Шуман и перекрестье путей музыки и литературы. Харьков, 1997;
- Из харьковского периода деятельности Николая Андреевича Рославца // Павел Кондратьевич Луценко и современность. Харьков, 2001;
- Тарас Сергеевич Кравцов. Харьков, 2002.

## Награды
В 2001 году стала лауреатом муниципальной премии им. Слатина.[значимость факта?]